# 猫宮あすか
猫宮 あすか（ねこみや あすか、2000年7月9日 - ）は、日本のグラビアアイドル、ライブアイドル、タレント。東京都出身。ブルースカイ所属。

## 略歴
中学2年から3年にかけてご当地アイドルグループに所属し、地元のお祭りなどに出ていた。高校で芸能を離れ、欅坂46の推しとして普通に過ごす。卒業後は脱毛サロンに就職。
退職後に猫カフェでメイドとしてアルバイトし、撮影会に参加したときに事務所に声をかけられ、2021年3月にグラビアアイドルとしてデビュー。芸名もアルバイト先の店名にちなむ。なお「あすか」は齋藤飛鳥に似ていると言われたことが由来。
2022年、ミスいちごに選ばれる。
2022年8月15日、『第13回ミスヤングチャンピオン2022オーディション』にて準グランプリを受賞。
同年9月22日、ファーストイメージDVD『グラドール』をイーネット・フロンティアから発売。
2023年1月4日、イーネット・フロンティア一押しアイドルとして、『週刊プレイボーイ』に掲載された。
同年11月結成のアイドルグループ「La Pucelle Priere」（ラ・ピュセル・プリエ）にオリジナルメンバーとして参加。同年12月8日に「東京コミコン2023」で初ステージ。
2024年2月開催の「TGIF Photo Session 週プレ賞 2024」でベスト30入り。
2024年11月17日、SPA!FES2024（SHIBUYA RING）でのライブを最後に「La Pucelle Priere」が解散。
2025年3月10日、同年4月30日に発売するイメージDVDの発売イベントをもって猫宮あすかとしての活動を終了することを発表。
前出のラストイベントでは「いつかまた戻ってくるかもしれないので、その時まで待っていてほしいです」「（その時の芸名は）“猫宮”で会いたいです」と今後の活動に含みを持たせた。

## 人物
- 趣味：シナモロールグッズ集め[2]。
- 特技：UFOキャッチャー、ダンス[1]。
- 日本とフィリピンのハーフ[14]。人形のような顔立ち、頭身からドーリー系グラビアアイドルの異名を持つ[15]。
- 小顔から写真では長身に思われることが多いが、実際の身長は155センチと小柄である。
- 人見知りするタイプで、デビュー前は人前で話すことも苦手としていた[16]。撮影会で「素直に伝えれば周りが応えてくれる」ことに気づき、徐々に克服していっているという。一方でヲタク気質であり、打ち解けたり、好きなことならばかなり喋ると自己分析[16]。また、口数が少ない割に自己肯定感が高いことから「生意気」といわれることも多いという[16]。
- ショーダンサー的なものへの憧れがあったため、面積の小さい水着を着ることには抵抗がない[16]。もともとは歌って踊るアイドル志望であった[16]。
- イーネット・フロンティア担当者は印象を「仕事に対する姿勢はまじめ」と答えている[8]。
- 同じく「猫」の字が苗字に入る蒼猫いなとは、2022年より「ねこねこセッション」「猫×猫コラボ」と等と称し[17]、たびたびペアでの撮影会を開催している[18]。
- 名前は猫宮だが、猫か犬かで言えば、犬派[3]。

## 作品

### イメージビデオ
- グラドール（2022年9月22日、イーネット・フロンティア）[19][20]
- 猫カフェ（2023年1月24日、エアーコントロール）[21][22]
- ニャンだふる!（2023年4月21日、イーネット・フロンティア）[23][24]
- あの夏の美少女（2023年7月25日、エアーコントロール）[25]
- 猫になりたい（2023年10月20日、ラインコミュニケーションズ）[26]
- 猫が行方不明（2024年1月30日、エアーコントロール）[27][28]
- 猫ミャ（2024年4月26日、エスデジタル）[29][30]
- 隙あらばラブコメ（2024年8月27日、エアーコントロール）[31][32]
- 世界でいちばん猫が好き（2024年12月10日、ラインコミュニケーションズ）[33][34]
- 秘密のバカンス（2025年4月30日、スパイスビジュアル）[35][36]

### デジタル写真集
- VIVID GIRL 前編（2023年3月17日、ビビットキャスト）
- VIVID GIRL 後編（2023年3月31日、ビビットキャスト）
- VIVID GIRL Chapter1･2（2023年4月7日、ビビットキャスト）
- VIVID GIRL Chapter3･4（2023年4月21日、ビビットキャスト）
- ヒミツの楽園（2023年5月1日、秋田書店［月チャンデジグラ］）共演：篠見星奈、理依奈
- にゃーん！（2023年11月27日、集英社［週プレ PHOTO BOOK］、撮影：桑島智輝）[37]
- 2.5次元的彼女。（2023年12月7日、集英社［YJ PHOTO BOOK］、撮影：藤本和典）[38]
- ラブポップグラビア Vol.01（2024年1月12日、PAD）
- 君と翔ける明日（2024年2月1日、秋田書店［ヤングチャンピオンデジグラ］）
- ラブポップグラビア Vol.02（2024年3月15日、PAD）
- HIP! STEP!! JUMPだニャ!!! 1･2･DX（2024年3月15日、小学館［sabra net e-Book］）[39][40][41]
- 週刊GIRLS-PEDIA 064（2024年4月1日、KADOKAWA）[42]
- ラブポップグラビア Vol.03（2024年5月3日、PAD）
- ラブポップグラビア Vol.04（2024年7月12日、PAD）
- ラブポップグラビア Vol.05（2024年9月20日、PAD）
- ニャンともセクシー！ 3･4･DX（2024年10月25日、小学館［sabra net e-Book］）[43][44][45]

## 出演

### ウェブ配信
- ヤンチャングラビアch【公式】 ミスヤングチャンピオン2022お披露目生配信（2022年8月20日、YouTube）共演：瀬戸万莉愛、波妃美咲、篠見星奈、理依奈[46]
- ヒロミ・指原の“恋のお世話始めました”（2022年10月27日、ABEMA）[47]
- 第13回ミスヤングチャンピオン2022チャンネル（2022年10月 - 2023年9月、マシェバラ）- 毎月第3木曜日[48]